# Klaus Marsiske
Klaus Marsiske (geb. 1947 in Borgishain, Thüringen) ist ein deutscher Architekt, Städtebauer und Maler.

## Lebensdaten
Klaus Marsiske studierte nach dem Schulbesuch in seiner Heimatstadt 1966–1971 Architektur  an der TU Dresden. Nach dem Erwerb des Diploms arbeitete er im Bereich Städtebau in Stralsund bis 1984. In Greifswald spezialisierte sich Marsiske auf den Kirchenbau und blieb dort bis 1989. Im Jahr 1988 verwirklichte er Gedenkstelen zur Pogromnacht in Stralsund, die im Johanniskloster und Löcknitz aufgestellt werden konnten.
Mit der Wende gründete er in Greifswald ein eigenes Architekturbüro mit Sitz im Stadtteil Kreutzmannshagen. Im Zeitraum 1991 bis 2013 erhielt er mit seinem Team zahlreiche Aufträge für Neubauten und Restaurierungen. Seit 2015 widmet sich Marsiske nur noch der Malerei. – Er lebt in Greifswald.
In seinem Wohnumfeld beobachtet er auch die baulichen Veränderungen und ist Mitglied des Bürgervereins Steinbeckervorstadt.

## Bauten (Auswahl)
- 1991: Kirchenneubau Zwölf-Apostelkirche Tutow
- 1992: Kirchenneubau Kreuzkirche Ueckermünde-Ost
- 1993: Erweiterungsbau Kinderheim Bethlehemstiftung, Bugenhagenstraße, Greifswald
- 1994: Einbau einer Winterkirche in die Dorfkirche Rossow bei Pasewalk
- 1994: Theater Blechbüchse, Seestraße, Zinnowitz; aus Lagerhäusern und einem Lagerplatz für Strandkörbe zum Theater umgebaut.[2]
- 1998: Neubau Geschäftshaus Schuhhagen 3, Greifswald
- 2001: Neubau Gemeindehaus Samtens, Rügen
- 2002: Umbau Wohnhaus Böhmkestr. 14, Greifswald (NABU-Baupreis 2003)
- 2003: Erweiterung Wohnhaus Arndtstraße 20, Zemmin
- 2005: Sanierung/Neubau Seelotsenstation Sassnitz, Rügen
- 2007: Sanierung Stadtmauerteil, Bereich Rakower Straße, Greifswald
- 2005: Umgestaltung Lutherkirche mit Deckengemälde, Stralsund
- 2006: Sanierung Villa Fährstraße 17, Rostock-Gehlsdorf
- 2010: Neubau Geschäftshaus Knopfstraße 14, Greifswald
- 2008–2011: Sanierung und Neubau Steinbeckerstraße 18/19, Greifswald
- 2011: Neubau Wohnhaus, Neptunstraße, Lubmin[3]
- 2013: Neubau Wohnhaus Proraerstraße 33, Binz, Rügen

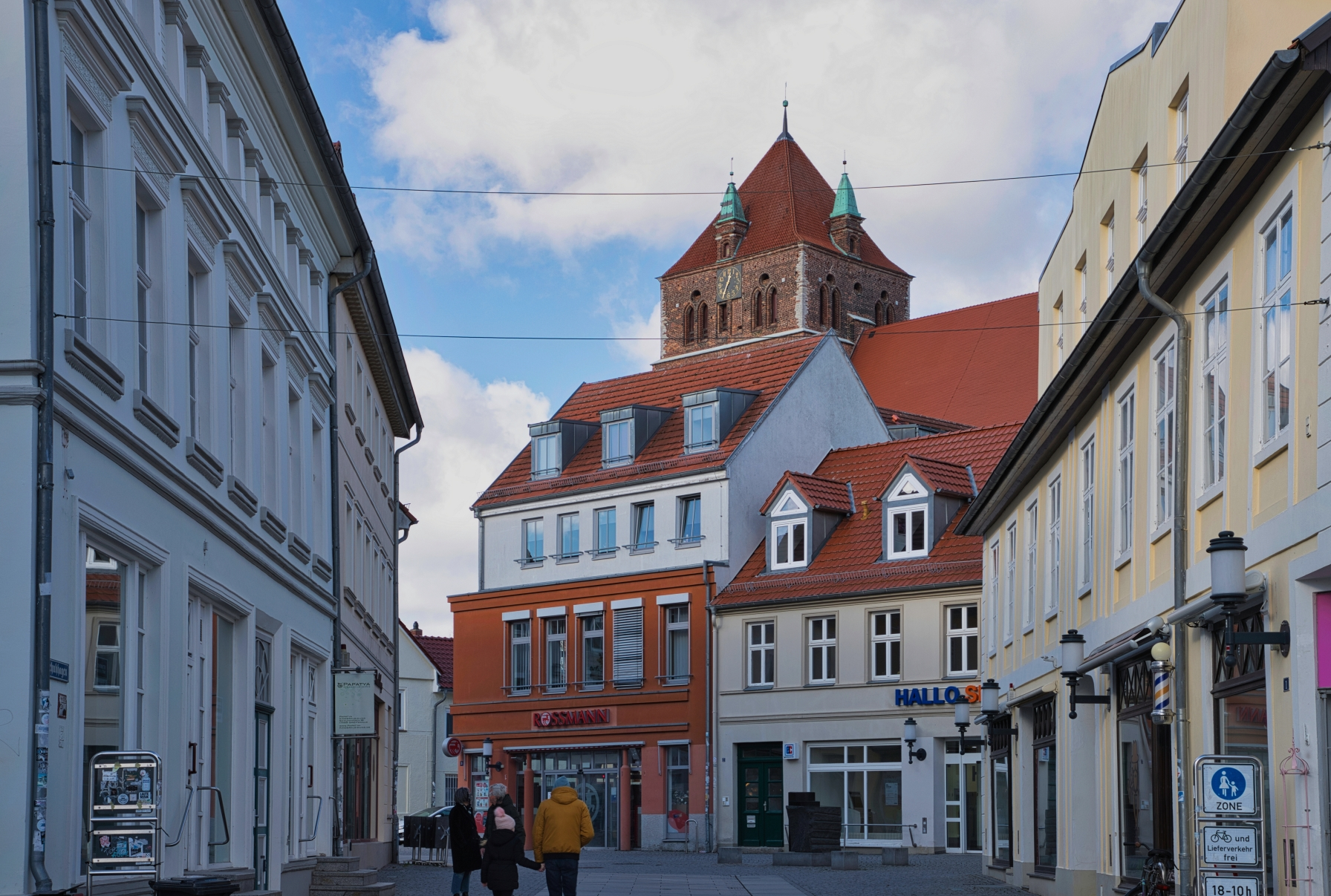
Geschäftshaus Schuhhagen 3 in Greifswald
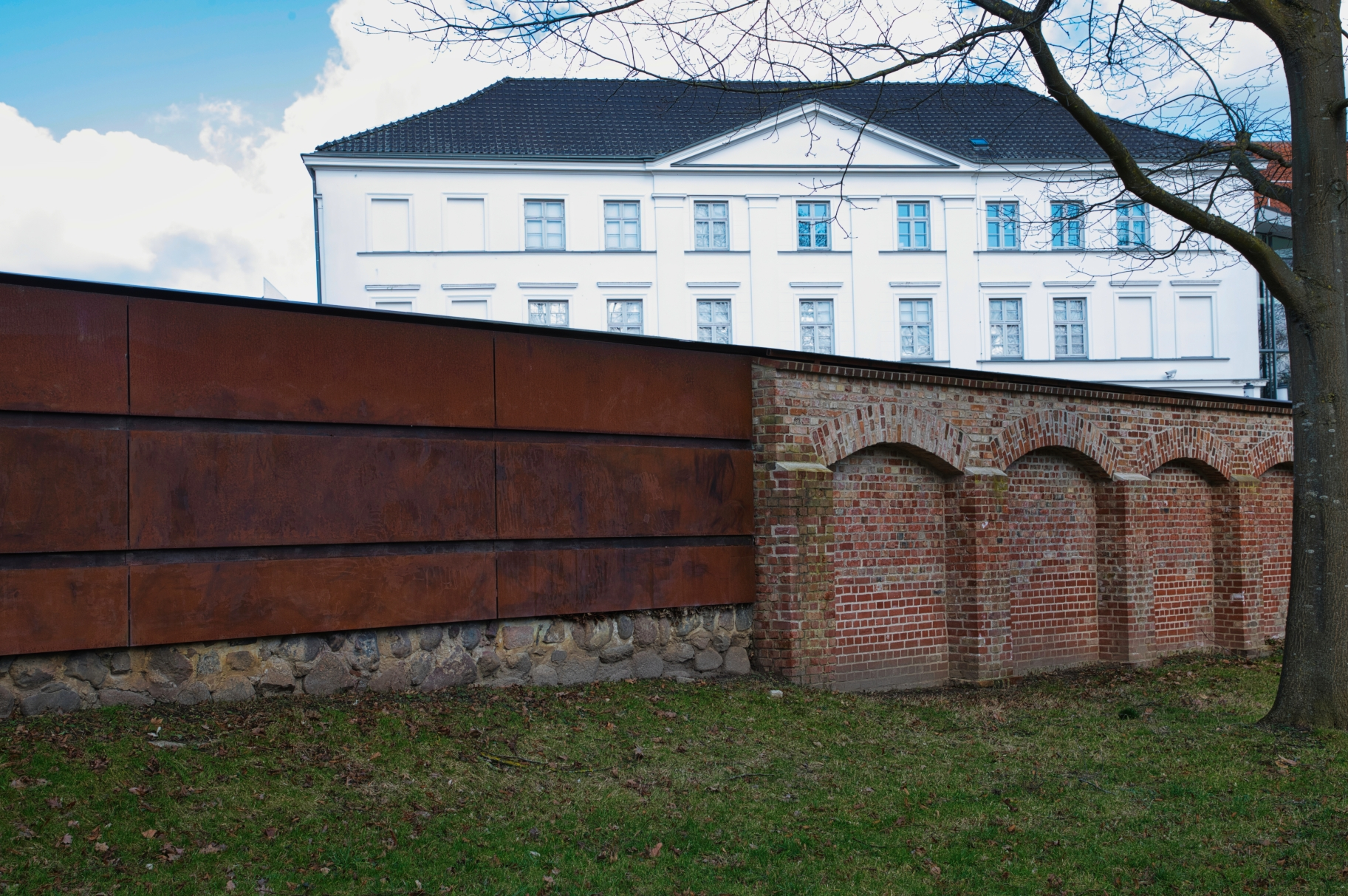
Stadtmauerteil in Greifswald
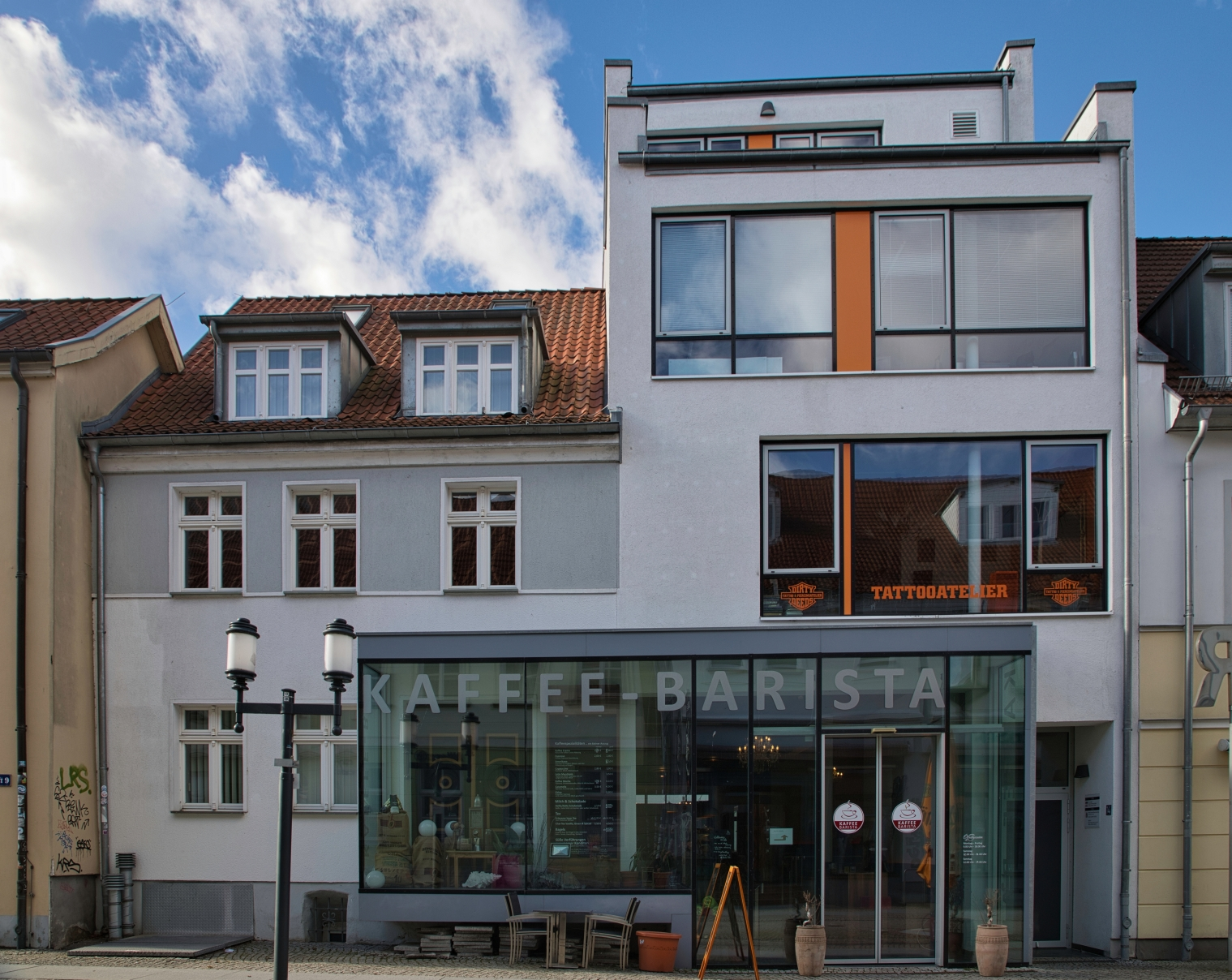
Neues Geschäftshaus Knopfstraße 14 in Greifswald
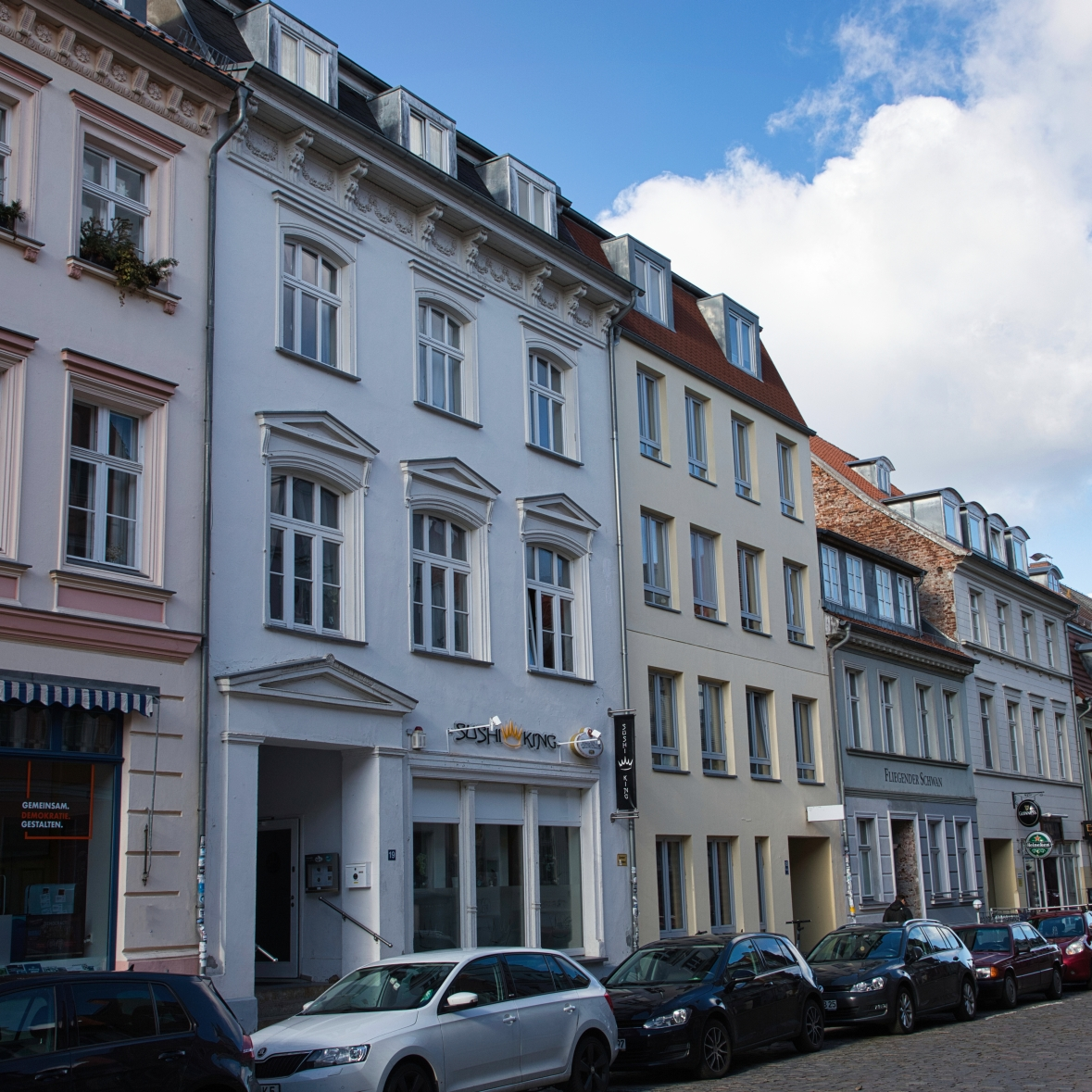
Steinbeckerstraße 18/19 in Greifswald

## Publikationen (Auswahl)
- 1995: mit F. Pergande, H.-J. Schumacher, M. Subklev: Stralsund – Bilder in der Altstadt. Scheunen-Verlag. ISBN 3-929370-29-8.[4]
- 1998: Nach Tahiti und anderswo: Zeichnungen und Notizen. Steinbecker Verlag U. Rose. ISBN 978-3-931483-17-3.[5]
- 2000: Bilder einer Weltreise in: Katalog Architekturkammer MV – Schwerin.
- 2015: mit M. Gürtler, M. Schneider, F. Pergande: Greifswald – Skizzen vom Dom. Druckhaus Panzig Greifswald. Deutsche Digitale Bibliothek Identifier: 1213377099.[6]
- 2015: Das Altenburger Land – Spurensuche in den Dörfern. 32 Skizzen, Druckhaus Panzig Greifswald.
- 2016: mit F. Pergande: Asphaltrisse. Kiebu-Druck Greifswald.
- 2018: mit S. Melior: Europa Sichten. Mit 20 Skizzen, Druckhaus Panzig.
- 2021: mit F. Pergande, Haikus: Mit 19 Vignetten. Kiebu-Druck Greifswald.

## Bilder (Auswahl)

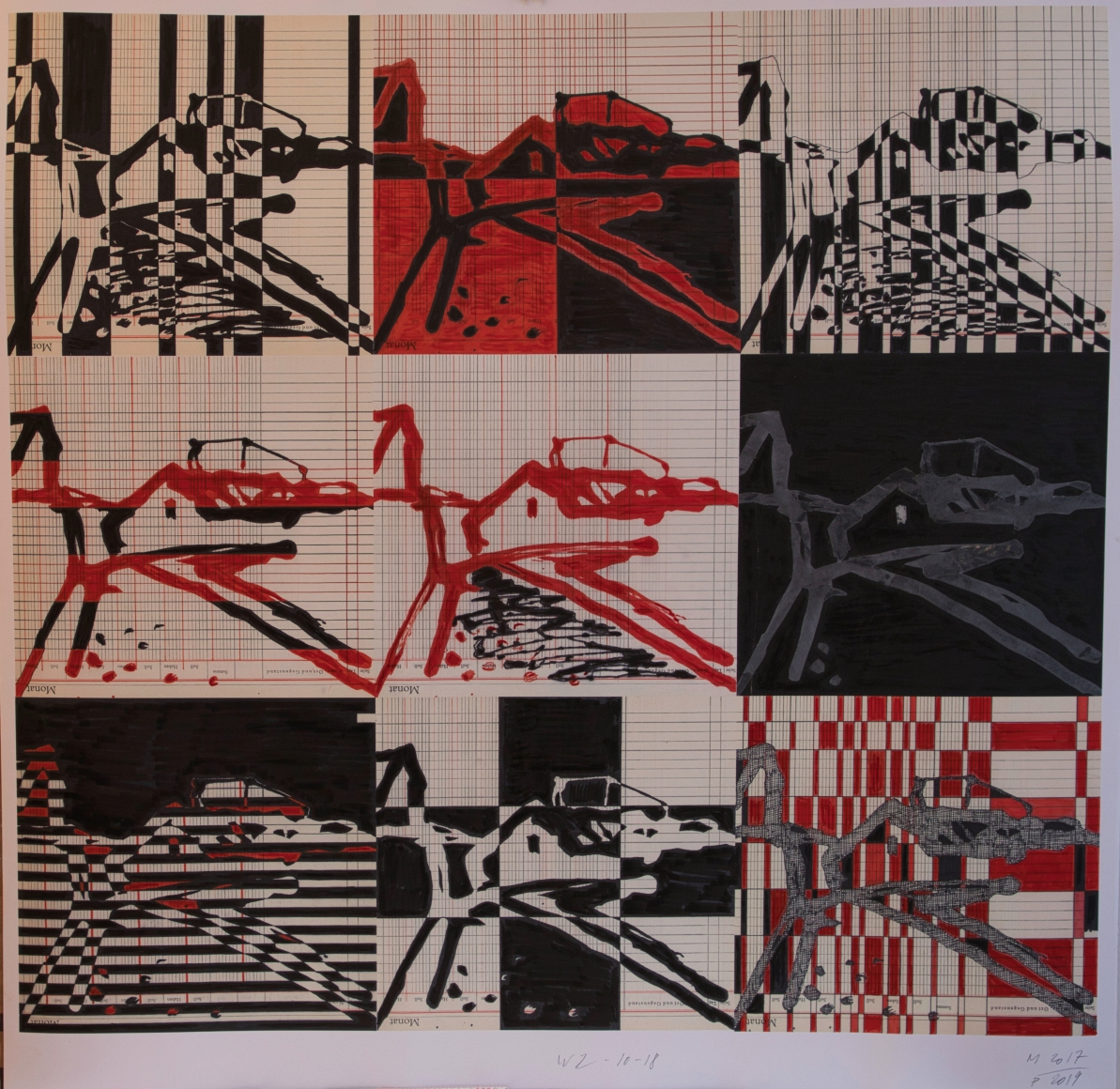
Variationen Wolgast
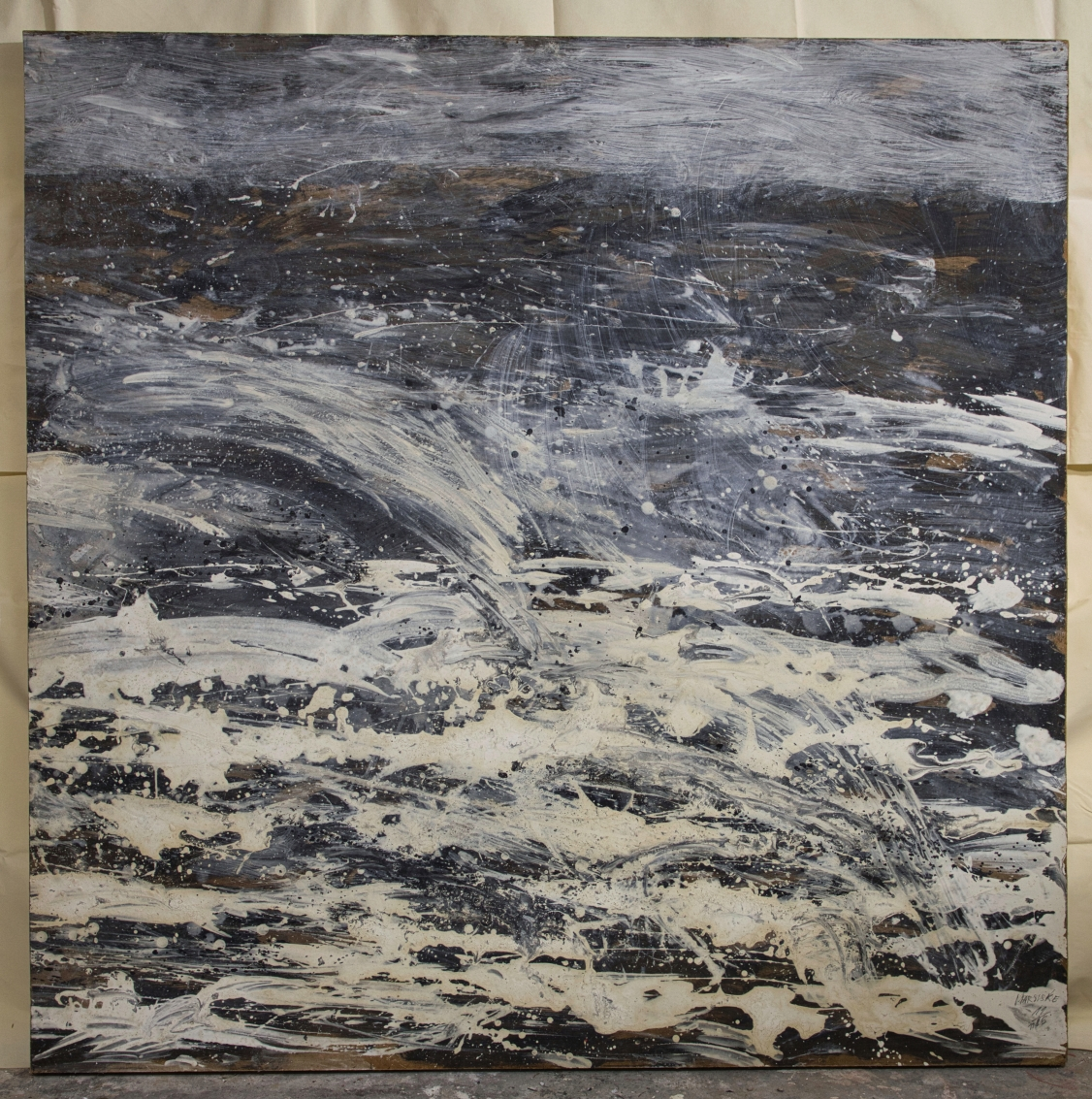
Das Meer
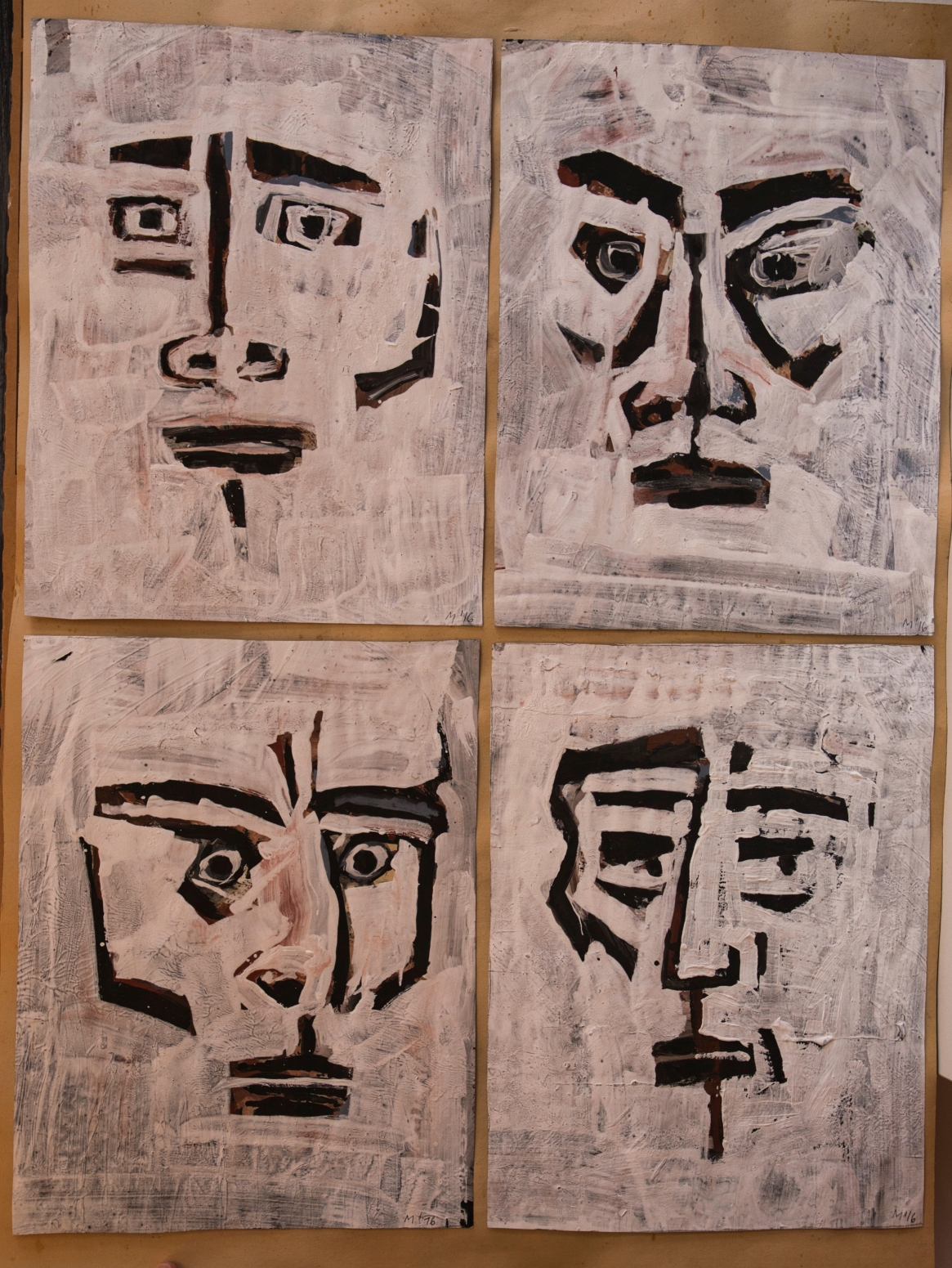
Apostelköpfe
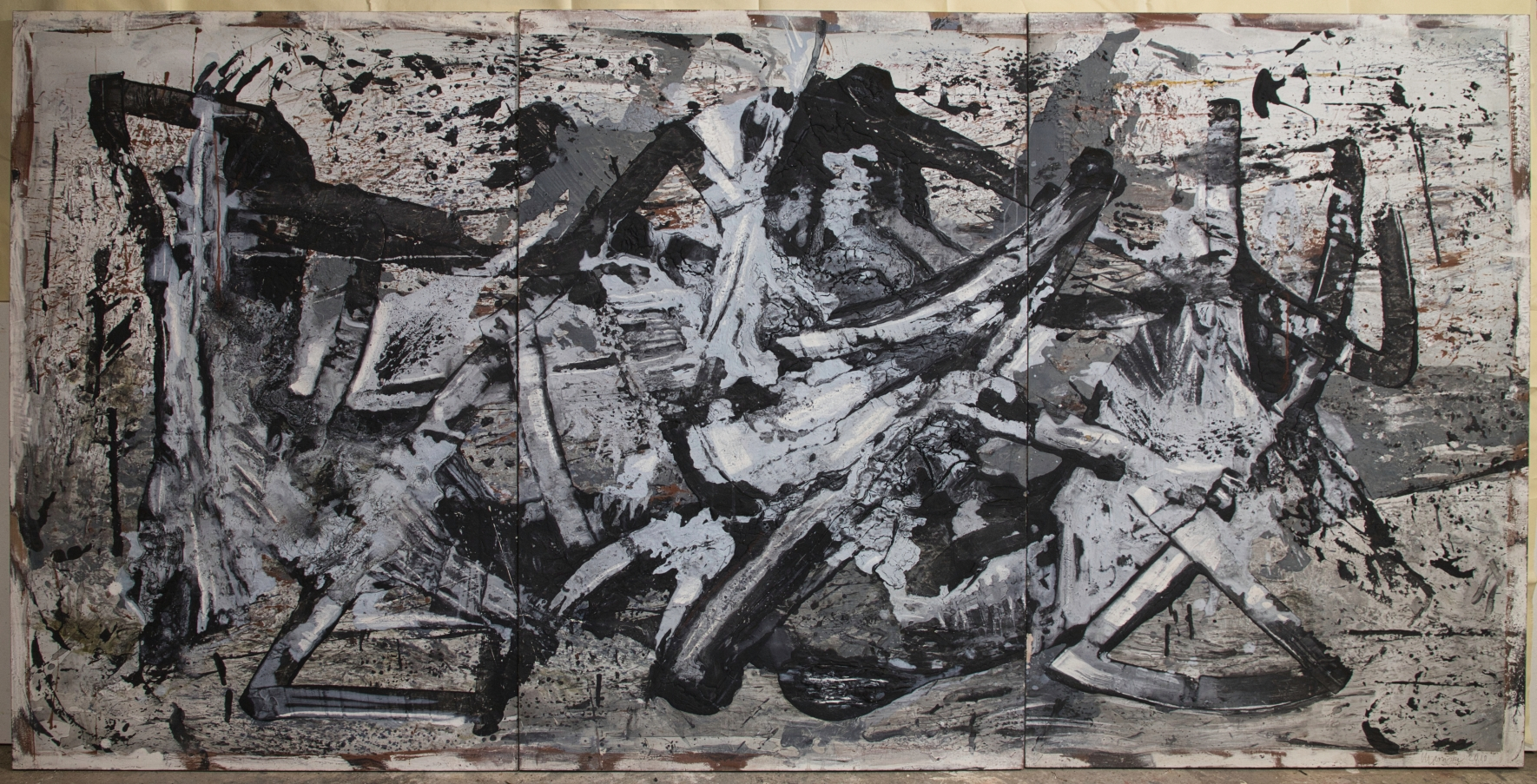
Schiffswrack